# شصت و نهمین مراسم گلدن گلوب
شصت و نهمین جایزه گلدن گلوب در هتل هیلتون بورلی‌هیلز در کالیفرنیا، در تاریخ ۱۵ ژانویه ۲۰۱۲ برگزار شد. این مراسم از شبکهٔ ان‌بی‌سی و به میزبانی ریکی جرویس پخش گردید. اسامی نامزدهای این مراسم توسط وودی هرلسون، سوفیا وریگارا، جرالد باتلر و رشیدا جونز در ۱۵ دسامبر ۲۰۱۱ اعلام شد.
در شصت و نهمین مراسم گلدن گلوب، فیلم جدایی نادر از سیمین به کارگردانی اصغر فرهادی تنها جایزه گلدن گلوب سینمای ایران را کسب کرد.

## زمان‌بندی
| تاریخ                   | زمان پایان                                                                         |
| ----------------------- | ---------------------------------------------------------------------------------- |
| جمعه، ۲۸ اکتبر ۲۰۱۱     | روز پایانی برای کنفرانس مطبوعاتی برای بخش تلویزیونی                                |
| جمعه، ۴ نوامبر ۲۰۱۱     | زمان پایانی برای ثبت فرم‌های ورودی در مراسم گلدن گلاب                               |
| ۹ نوامبر ۲۰۱۱           | اعلام جایزهٔ سسیل بی دمیل                                                           |
| ۱ دسامبر ۲۰۱۱           | زمان پایانی برای ارسال برگه‌های رأی به تمام اعضای داوری مراسم به وسیله ارنست و یانگ |
| ۷ دسامبر ۲۰۱۱           | آخرین زمان برای نمایش فیلم‌ها                                                       |
| ۸ دسامبر ۲۰۱۱           | آخرین زمان برای کنفرانس مطبوعاتی فیلم‌ها                                            |
| ۱۲ دسامبر ۲۰۱۱          | آخرین زمان برای دریافت برگه‌های رأی از یوس ارنست و یانگ                             |
| ۱۵ دسامبر ۲۰۱۱          | اعلام نامزدها در ساعت ۸ صبح به وقت شرق، صورت پخش زنده                              |
| ۱۶ دسامبر ۲۰۱۱          | زمان پایانی برای دریافت کارت ورود به مراسم برای خبرنگاران                          |
| ۲۶ دسامبر ۲۰۱۱          | آخرین اعلام به داوران مراسم                                                        |
| ۱۱ ژانویه               | آخرین زمان دریافت پاسخ داوران از سوی ارنست و یانگ                                  |
| یک شنبه، ۱۵ ژانویه ۲۰۱۲ | برگزاری مراسم به همراه پخش زنده از روی ان‌بی‌سی در ساعت ۸ شب به وقت شرق آمریکا       |

## برندگان و نامزدها
اسامی نامزدهای جوایز شصت و نهم گلدن گلاب به شرح زیر است.
| بهترین فیلم | بهترین فیلم |
| درام | موزیکال یا کمدی |
| --- | --- |
| - زادگان - خدمتکاران - هوگو - نیمه ماه مارس - مانیبال - اسب جنگی                                                                                    | - آرتیست - ۵۰/۵۰ - ساقدوش‌ها - نیمه‌شب در پاریس - هفته‌ای که با مریلین گذراندم |
| بهترین اجرای فیلم - درام | |
| بهترین بازیگر مرد | بهترین بازیگر زن |
| - جرج کلونی - در فرزندان - لئوناردو دی‌کاپریو - جی. ادگار - مایکل فسبندر - شرم - رایان گاسلینگ - نیمه ماه مارس - برد پیت - مانیبال                   | - مریل استریپ - بانوی آهنی - گلن کلوز - آلبرت نابز - وایولا دیویس - خدمتکاران - رونی مارا - دختری با خالکوبی اژدها - تیلدا سوینتن - باید درباره کوین حرف بزنیم                                         |
| بهترین اجرای فیلم - موزیکال یا کمدی | |
| بهترین بازیگر مرد | بهترین بازیگر زن |
| - ژان دوژاردن - آرتیست - برندن گلیسون - نگهبان - جوزف گوردون لویت - ۵۰/۵۰ - رایان گاسلینگ - دیوانه‌وار، احمقانه، عشق - اوون ویلسون - نیمه‌شب در پاریس | - میشل ویلیامز - هفته‌ای که با مریلین گذراندم - جودی فاستر - کشتار - شارلیز ترون - بزرگسالان جوان - کریستین ویگ - ساقدوش‌ها - کیت وینسلت - کشتار                                                         |
| بهترین اجرای برای نقش مکمل در فیلم- درام، موزیکال یا کمدی                                                                                           | |
| بهترین بازیگر نقش مکمل مرد | بهترین بازیگر نقش مکمل زن |
| - کریستوفر پلامر - تازه‌کارها - کنت برانا - هفته‌ای که با مریلین گذراندم - آلبرت بروکس - رانندگی - جونا هیل - مانیبال - ویگو مورتنسن - یک روش خطرناک  | - اکتاویا اسپنسر - خدمتکاران - برنیس بژو - آرتیست - جسیکا چستین - خدمتکاران - جانت مک‌تیر - آلبرت نابز - شیلین وودلی - زادگان                                                                           |
| بهترین کارگردانی | بهترین فیلم‌نامه |
| - مارتین اسکورسیزی - هوگو - وودی آلن - نیمه‌شب در پاریس - جرج کلونی - نیمه ماه مارس - میشل آزاناویسوس - آرتیست - الکساندر پین - زادگان               | - وودی آلن - نیمه‌شب در پاریس - جورج کلونی و گرانت هسلو و بیو ویلیمن - نیمه ماه مارس - میشل هازاناویسیوس - آرتیست - الکساندر پین و نت فکسون و جیم رش - فرزندان - استیون زایلیان و آرون سورکین - مانیبال |
| بهترین فیلم انیمیشن | بهترین فیلم غیر انگلیسی‌زبان |
| - ماجراهای تن‌تن - آرتور کریسمس - ماشین‌ها ۲ - گربه چکمه‌پوش - رنگو                                                                                    | - جدایی نادر از سیمین - گل‌های جنگ - در سرزمین خون و عسل - پسری با دوچرخه - پوستی که در آن زندگی می‌کنم                                                                                                  |

## تلویزیون
| بهترین مجموعه | بهترین مجموعه |
| بهترین محموعه درام | بهترین مجموعه موزیکال یا کمدی |
| --- | --- |
| - میهن - داستان ترسناک آمریکایی - امپراتوری بوردواک - رییس - بازی تاج‌وتخت | - خانواده امروزی - برافروخته - قسمت‌ها - گلی - دختر جدید |
| بهترین اجرا در مجموعه تلویزیونی درام | |
| بهترین بازیکر | !بهترین بازیکر |
| - کلسی گرمر – رییس در نقش تام کین - استیو بوشمی – امپراتوری بوردواک در نقش ناکی تامپسون - برایان کرانستون – [بریکینگ بد[]] در نقش والتر وایت - جرمی آیرونز – بورجیاها در نقش پاپ الکساندر ششم - دیمین لوئیس – میهن در نقش نیکلاس برودی     | - کلر دینز – میهن در نقش کری متیسون - میری انوس – کشتن در نقش سارا لیندن - جولیانا مارگولیس – همسر خوبدر نقش آلیشا فلوریک - مادلین استو – انتقام در نقش ویکتوریا گراسان - کالی تورن – خشونت ضروری در نقش دکتر. دانلیه ساتینو  |
| بهترین اجرا در مجموعه تلویزیونی کمدی یا موزیکال | |
| بهترین بازیگر مرد | بهترین بازیگر زن |
| - مت له بلانک – اپیزودها در نقش مت له بلانک - الک بالدوین – ۳۰ راکدر نقش جک داناگی - دیوید دوکانی – کالیفرنیکیشن در نقش هنک مودی - جانی گالکی – تئوری بیگ بنگدر نقش ائوناردو هفستاتر - توماس جین – هانگ در نفش ری درکر                     | - لورا درن - برافروخته در نقش امی جلیکو - زویی دشانل - دختر جدید در نقش جسیکا دی - تینا فی - ۳۰ راکدر نقش لیز لمون - لورا لینی - سی بزرگ در نقش کاترین جیمسون - ایمی پولر - پارک‌ها و تفریحات در نقش لزلی ناپ                  |
| بهترین اجرا در مجموعهٔ کوتاه یا فیلم تلویزیونی | |
| بهترین بازیگر مرد | بهترین بازیگر زن |
| - ادریس البا – لوتر در نقش سربازرس جان لوتر - هیو بونه‌ویل – دانتون ابی در نقش رابرت، ارل گراناهام - ویلیام هرت – بزرگتر از آن که ورشکست شود در نقش هنرس پولسن - بیل نای – صفحه هشت در نقش جانی وریکر - دومینیک وست – ساعت در نقش هکتور مدن | - کیت وینسلت - میلدرد پیرس میلدرد پیرس - راملا گریل – ساعت در نقش بل رولی - داین لین – سینما وریته در نقش پت لاود - الیزابت مک‌گاورن – دانتون ابی در نقش کورا، کنتس گرانتهام - امیلی واتسون – مناسب بزرگسالان در نقش جانت لینچ |
| بهترین مجموعه کوتاه یا فیلم تلویزیونی | |
| - دانتون ابی - سینما وریته - ساعت - میلدرد پیرس - بزرگتر از آن که ورشکست شود | |

## بیشترین تعداد نامزدی

### در بخش فیلم
- ۶ نامزدی - آرتیست
- ۵ نامزدی - زادگان و خدمتکاران
- ۴ نامزدی - نیمه ماه مارس، نیمه‌شب در پاریس و مانیبال
- ۳ نامزدی - آلبرت نابز، هوگو و هفته‌ای که با مریلین گذراندم
- ۲ نامزدی - ۵۰/۵۰، ساقدوش‌ها، کشتار. دختری با خالکوبی اژدها. اسب جنگی و دبلیو. ای.

### تلویزیونی
- ۴ نامزدی - داونتاون ابی و میلدرد پیرس
- ۳ نامزدی - امپراتوری بوردواک، سینما وریته، میهن،ساعت، خانواده امروزی و خیلی بزرک برای شکست خوردن
- ۲ نامزدی - ۳۰ راک، داستان‌های وحشتناک آمریکایی، رییس، برافروخته، قسمت‌ها، بازی تخت و تاج و دختر جدید

### فردی
- - ۳ نامزدی - الکساندر پین، جورج کلونی
- ۲ نامزدی - وودی آلن، گلن کلوز، رایان گاسلینگ، میشل هازاناویسیوس، کیت وینسلت و استیون اسپیلبرگ